# Chesapeake Beach, Northumberland (hạt), Virginia
Chesapeake Beach là một cộng đồng chưa hợp nhất tại Hạt Northumberland, thuộc bang Virginia của Hoa Kỳ.